# NOFX (ep uit 2011)
NOFX is een ep van de Amerikaanse punkband met dezelfde naam, NOFX. Het album werd uitgegeven op 2 augustus 2011 door Fat Wreck Chords en bestaat volledig uit cover versies van hardcore punk nummers. De nummers voor het album werden opgenomen in 2009, net voor de uitgave van het elfde studioalbum Coaster. Het werd oorspronkelijk alleen uitgegeven als een 10" grammofoonplaat. Later werd het album ook op 12" en picturedisc uitgegeven.

## Nummers
De ep bevat negen covers van hardcore punknummers uit de jaren 80. Een van de nummers was oorspronkelijk door NOFX zelf geschreven, in de tijd dat ze nog hardcore punk speelden.
1. "Friend Or Foe" (Agnostic Front) - 1:07
2. "IQ32" (Necros) - 0:24
3. "Police Brutality" (Urban Waste) - 0:49
4. "Mental Breakdown" (Social Unrest) - 1:26
5. "No More Lies" (Battalion of Saints) - 1:19
6. "Race Riot" (NOFX) - 0:50
7. "Say We Suck" (SIN 34) - 1:11
8. "Child Hosts The Parasite" (Rebel Truth) - 1:06
9. "Professional Punk" (Stretch Marks) - 1:39

## Band
- Fat Mike - zang, basgitaar
- Eric Melvin - gitaar, zang
- El Hefe - gitaar, zang
- Erik Sandin - drums